# Tim Dinter
Tim Dinter (* 17. März 1971 in Hamburg) ist ein deutscher Comiczeichner und Illustrator.

## Leben
Nach einem Studium an der Ecole des Arts, Brüssel, studierte Dinter von 1994 bis 2000 Visuelle Kommunikation an der Kunsthochschule Berlin-Weißensee und am London College of Printing. Noch während des Studiums gehörte Dinter zu den Gründungsmitgliedern der Ateliergemeinschaft Monogatari, die u. a. mit den Comic-Reportagen ihres Debüts Alltagsspionage die Aufmerksamkeit von Comic-Szene und Feuilleton erregte.
Gemeinsam mit Kai Pfeiffer veröffentlichte Dinter 2001 das auf Verschwörungstheorien fokussierte Album Alte Frauen. Im Folgejahr erschienen 81 Folgen der Serie Der Flaneur auf den Berliner Seiten der Frankfurter Allgemeinen Zeitung, die den täglichen Comic-Strip zum Start als „kühle Beobachtung unter Einsatz eines realistischen Strichs“ beschrieb. 2005 erarbeitete Dinter als Teil der Anthologie Cargo eine Comic-Reportage für das Goethe-Institut in Tel Aviv.
Von 2006 bis 2017 veröffentlicht Dinter im Wechsel mit Arne Bellstorf (ab Juli 2014 Olivia Vieweg), Flix und Mawil im Berliner Tagesspiegel. Dinters stark autobiografisch geprägte Serie Lästermaul und Wohlstandskind zeichnet sich ebenso wie seine u. a. auf dem Kunstfestival Illustrative präsentierten großformatigen Werke durch einen starken Berlinbezug aus. Der Zeichner, dem ein realistischer, fast fotografischer Stil zugeschrieben wird, sagt über sich selbst, sein Thema sei Berlin.
Seit 1994 lebt Dinter in Berlin-Mitte. Seinen Lebensunterhalt verdient Dinter als Illustrator. Die Arbeit an Comics definiert er dagegen als „professionelles Hobby“.{

## Auszeichnungen
- Berlinbeta Flash Award, 2001
- ICOM Independent Comic Preis als „Bester Beitrag Realitisch“ 2002 für Alte Frauen
- Comicbuchpreis der Berthold Leibinger Stiftung 2018, zusammen mit Thomas Pletzinger, für Blåvand

## Werke
- 2000 Alltagsspionage – Comicreportagen aus Berlin, monogatari
- 2001 Alte Frauen, monogatari/Zwerchfell
- 2003 Demontage, edition 52
- 2004 Operation Läckerli – Comicreportagen aus Basel, edition moderne
- 2005 Cargo – Comicreportagen Israel-Deutschland, avant-verlag
- 2007 Elvis – Die illustrierte Comic-Biographie, ehapa
- 2011 Lästermaul & Wohlstandskind – Neue Berliner Geschichten, avant-verlag
- 2014 Herr Lehmann, nach dem Roman von Sven Regener, Eichborn Verlag
- 2019 Der Flaneur, Kai Pfeiffer und Tim Dinter, Breitkopf Editionen